# 白石稔 (実業家)
白石 稔（しらいし みのる、1900年5月2日 - 1985年11月12日）は、日本の経営者。宮城県仙台市出身。

## 経歴
1923年に東京帝国大学法学部法科を卒業し、同年に三菱製紙に入社。1947年に取締役に就任し、1949年に常務を経て、1957年12月から1963年5月までと1965年5月から1970年5月までに社長を務め、1970年5月から1973年5月までに会長を務めた。
1963年に藍綬褒章を受章し、1968年11月に勲三等旭日中綬章を受章。
1985年11月12日心不全のために死去。85歳没。